# Nowiny (powiat łomżyński)
Nowiny – kolonia w Polsce położona w województwie podlaskim, w powiecie łomżyńskim, w gminie Jedwabne.
Nazwą alternatywną miejscowości jest Kolonia Biodry.
W latach 1975–1998 miejscowość administracyjnie należała do województwa łomżyńskiego.